# ヨハン・ハインリッヒ・メドラー

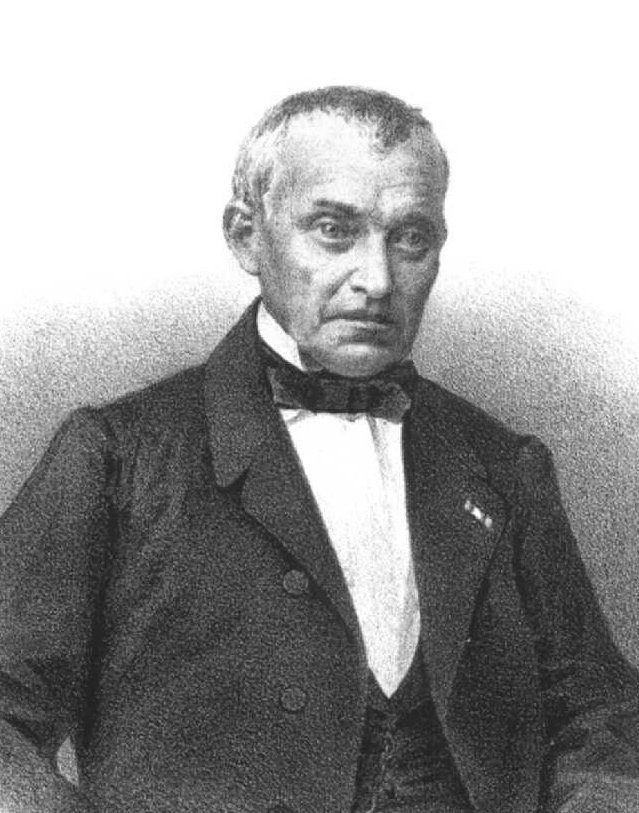
ヨハン・ハインリッヒ・フォン・メドラー

ヨハン・ハインリッヒ・フォン・メドラー（Johann Heinrich von Mädler、メードラー、かつてはメドレルとも。1794年5月29日 – 1874年3月14日）はドイツの天文学者。

## 生涯
19歳から、妹たちを養うために、個人教師として働き、その縁で1824年に裕福な銀行家で、アマチュア天文家のヴィルヘルム・ベーアと知り合った。1829年にベーアは ヨゼフ・フォン・フラウンホーファーによって製作された95mm屈折望遠鏡を備えた私設天文台を設立し、メドラーはそこに雇われた。1830年に火星の地図の製作を始めた。これは現在子午線の湾（Sinus Meridiani, 「シヌス・メリディアニ」）として知られる点を子午線の基準とした最初の地図である。ベーアとメドラーは火星の自転周期を13秒ほどの誤差で求めた。1837年に再度求めた自転周期の誤差は1.1秒であった。
1834年から1836年の間に、正確な月の地図 Mappa Selenographicaを出版し、1837年に月の著書(Der Mond)を出版した。これらの著書は長い間、月に関する最もすぐれた著書とされた。月の地形が変化せず、月に大気や水のない証拠を示した。
1836年、ヨハン・フランツ・エンケによってベルリン天文台の観測者に任命され、240mmの屈折望遠鏡で観測を行った。1840年にフリードリッヒ・フォン・シュトルーベがプルコヴォ天文台に移った後を継いで、エストニアのドルパート（タルトゥ）の天文台の所長となった。ドルパート天文台では、シュトルーベの後をついで二重星の観測などの天文観測のほか、気象観測も行った。1865年に引退するとドイツに戻った。
恒星の固有運動を調べ、銀河の中心がプレアデス星団にあり太陽はその周りを回っているという理論を提出したが、銀河の中心をプレアデス星団としたのは誤っていた。
1873年のGeschichte der Himmelskunde（『天文学の歴史』）を含む多くの著書を著した。